# Jennifer Milmore
Jennifer Milmore (* 1. Oktober 1969 in Rumson, New Jersey) ist eine US-amerikanische Schauspielerin. Sie ist bekannt durch ihre Rolle als Carrie in der Fernsehserie Jesse.

## Karriere
Sie war 1991 in einer Folge von 21 Jump Street – Tatort Klassenzimmer zu sehen und spielte 1997 in zwei Episoden der Fernsehserie Friends mit. Zudem war sie im Jahr 1995 im Film To Wong Foo, thanks for Everything, Julie Newmar als Bobby Lee zu sehen. Ab 1998 war sie als Carrie in der Fernsehserie Jesse bis zur Einstellung der Serie im Jahr 2000 zu sehen. Sie wirkte in allen 42 Episoden der Serie mit. Ihren bisher letzten Auftritt hatte sie in der Fernsehserie Love, Inc. im Jahr 2006.
Sie ist mit Greg Malins seit 1999 verheiratet. Das Paar hat drei gemeinsame Kinder.